# Hazecha de Ballenstedt
Hazecha de Ballenstedt (em alemão: Hazecha von Ballenstedt; Ballenstedt, c. 1002 —  Gernrode, c. 1050) foi uma princesa de Ballenstedt e abadessa de Gernrode, filha do Conde Adalberto I de Ballenstedt e de Hida, filha de Odo I da Marca Oriental Saxã. Ela era a irmã de Esico de Ballenstedt, fundador da Casa de Ascânia e de Uta de Ballenstedt, marquesa de Meissen.

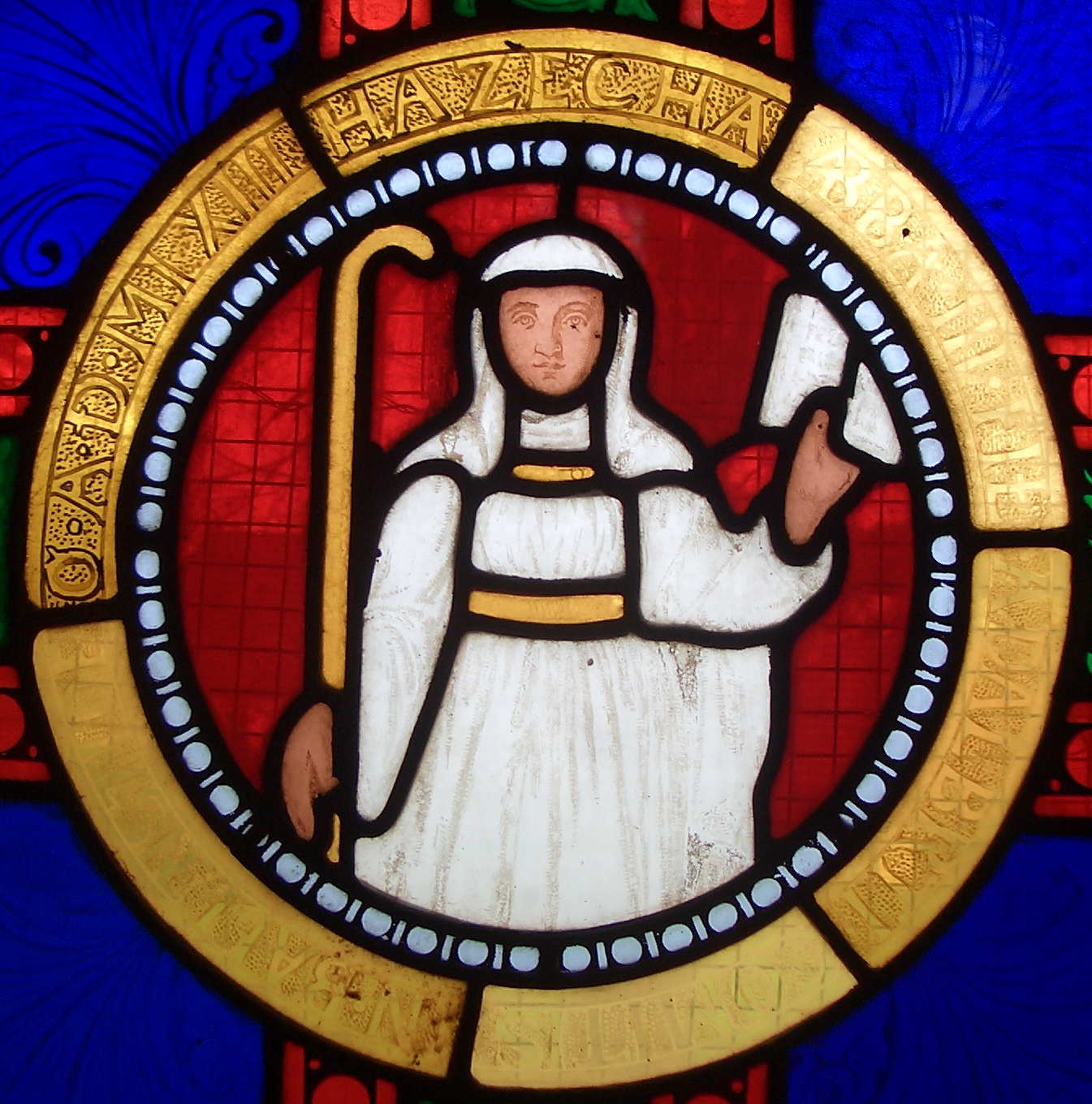
Hazecha.